# Kathryn Josserand
Judy Kathryn Josserand (DeRidder, 1942-Palenque, 2006), fue una lingüista estadounidense que hizo importantes contribuciones al conocimiento de las lenguas otomangueanas y mayenses.

## Biografía
Kathryn Josserand nació en DeRidder, una localidad en el estado de Luisiana (Estados Unidos). Estudió el bachillerato en la escuela de Pineville, donde se graduó con un aprovechamiento notable y se hizo meritoria de la beca Centenario para poder realizar sus estudios en la Universidad Estatal de Luisiana (LSU, por sus siglas en inglés). Se graduó con honores en 1964 en Antropología y Geografía. Estudió su posgrado en la Universidad de Tulane, donde obtuvo el grado de doctora (PhD) en 1983 con una tesis sobre la historia dialectal de las lenguas mixtecas que constituye un referente obligatorio para los especialistas en este idioma mesoamericano.
En 1970, Josserand contrajo matrimonio con Nicholas A. Hopkins, con quien colaboró en numerosas investigaciones. Durante varios años se trasladaron a México, donde realizaron investigaciones sobre las lenguas indígenas del sureste del país y realizaron labores académicas en instituciones de la Ciudad de México. En 1991 la pareja se trasladó a Tallahassee. Allí, Josserand se desempeñó como docente en el Departamento de Antropología de la Universidad Estatal de Florida (FSU, por sus siglas en inglés). Josserand es reconocida por su gran dedicación a la docencia, participando en numerosos comités de tesis y realizando numerosas publicaciones
La mayor parte de sus investigaciones posteriores al doctorado se concentraron en el análisis de la escritura maya y en el conocimiento de la lengua chol, que es descendiente directa de la lengua de las inscripciones de las estelas mayas. Recibió fondos de la Fundación Nacional para la Ciencia (NFS), la Fundación para el Avance de los Estudios Mesoamericanos (FAMSI) y la beca Fulbright.
Kathryn Josserand falleció en Palenque, localidad del estado de Chiapas (México), el 18 de julio de 2006, a causa de un derrame cerebral.